# Netafim
Netafim là nhà tiên phong của Israel về các sản phẩm tưới nhỏ giọt cho các sản phẩm nông nghiệp, nhà kính, cảnh quan và các ứng dụng khai thác mỏ. Cung cấp của công ty bao gồm drippers, dripperlines, sprinklers và micro-emitters. Netafim cũng sản xuất và phân phối công nghệ quản lý cây trồng, bao gồm các hệ thống giám sát và kiểm soát, các hệ thống định lượng, và phần mềm quản lý cây trồng.
Netafim nắm giữ trên 30% thị phần của thị trường tưới nhỏ giọt toàn cầu và được công nhận là nhà cung cấp hàng đầu về giày dép và dây kéo. Công ty ghi nhận doanh thu trên 822 triệu đô la vào năm 2015.
Netafim do Chủ tịch kiêm Giám đốc điều hành Ran Maidan đứng đầu và cùng sở hữu bởi Permira (61%), Kibbutz Hatzerim (33%) và Kibbutz Magal (6%).

## Lịch sử
- 1960-1965 - Kỹ sư và nhà phát minh nước Simcha Blass tiến hành thử nghiệm thiết bị giọt đầu tiên trên thế giới.
- 1965 - Kibbutz Hatzerim ký thỏa thuận với Blass để thành lập Netafim
- 1966 - Giới thiệu sản phẩm thương mại đầu tiên trên thế giới
- 1978 - Giới thiệu máy ép nhựa áp suất đầu tiên trên thế giới
- 1981 - Mở chi nhánh đầu tiên bên ngoài Israel
- 1998 - Sáp nhập vào một công ty
- 2007 - Giới thiệu loại máy nhỏ giọt đầu tiên trên thế giới
- 2011 - Quỹ Permira mua lại quyền kiểm soát[2]

## Sở hữu
Vào năm 1973, Netafim đã đưa Kibbutz Magal, trụ sở tại khu vực Sharon, và sau đó thêm một đối tác thứ hai, Kibbutz Yiftach, có trụ sở tại khu vực Upper Galilee, vào năm 1978. Netafim Hatzerim, Magal và Yiftach hợp nhất để tạo ra Netafim (ACS) Ltd vào năm 1998. Trong năm 2006, Markstone Capital Partners Group và Tene Investment Funds đã mua lại phần của Netafim. Trong năm 2011, quỹ cổ phần tư nhân Châu Âu Permira đã mua lại phần lớn cổ phần của Netafim. Ngày nay Netafim thuộc sở hữu của các quỹ Permira (61%), Kibbutz Hatzerim (33%), và Kibbutz Magal (6%).

## Sản phẩm

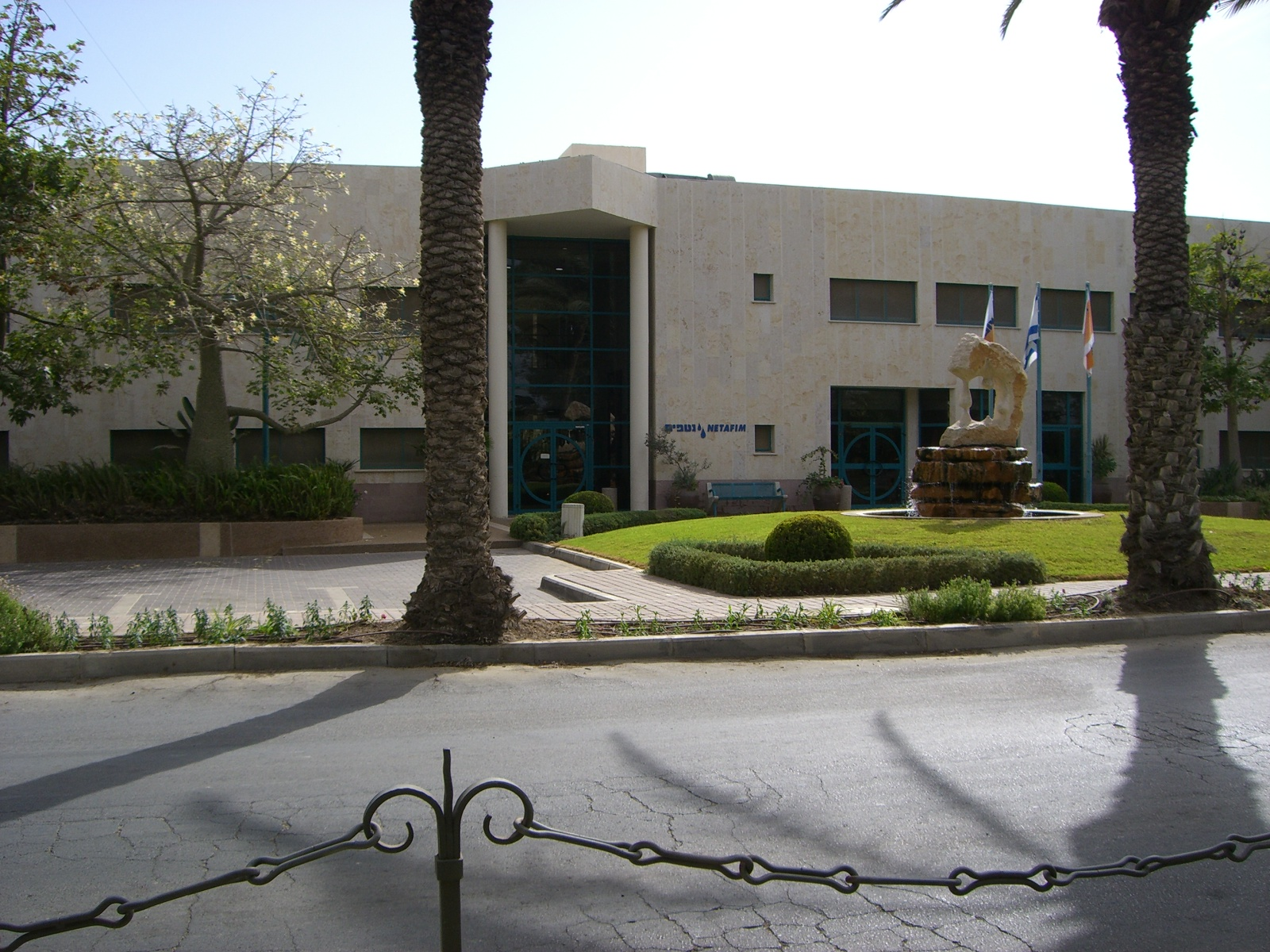
Văn phòng Netafim tại Hatzerim.

Netafim sản xuất hệ thống tưới nhỏ giọt và các công nghệ nước khác nhằm tăng sản lượng và cải thiện sản xuất cây trồng trong khi vẫn giữ được chất lượng và số lượng nước và độ màu mỡ của đất. Các sản phẩm của công ty được thiết kế để cung cấp các giải pháp trong các lĩnh vực tưới, kiểm soát và trồng trọt hiệu quả cho một loạt các loại cây trồng, vườn cây ăn trái và vườn nho trồng ở các điều kiện khí hậu và địa hình đa dạng trên khắp thế giới. Hiện nay Netafim đang phát triển các giải pháp sinh thái để sản xuất nhiên liệu từ các nguồn khác. Đồng thời, Netafim đang tung ra hệ thống tưới áp suất thấp cung cấp giải pháp cho các khu vực mà áp suất nước và/hoặc cơ sở hạ tầng điện không cho phép sử dụng các hệ thống áp suất cao. Sự phát triển này sẽ tạo điều kiện cho hệ thống tưới nhỏ giọt vào các vùng nông nghiệp bổ sung.

## Hiện diện toàn cầu
Năm 1981, công ty mở NII, công ty con quốc tế đầu tiên của nó, ở Mỹ. Ngày nay Netafim duy trì 29 công ty con và 16 nhà máy sản xuất trên toàn thế giới và sử dụng hơn 4.000 công nhân. Tháng 1 năm 2014, Bloomberg tuyên bố rằng Netafin đã giành được 62 triệu đô la dự án nước để xây dựng mạng lưới đường ống dẫn nước tự động ở bang Karnataka, Ấn Độ.